# جبال الغيمة البيضاء (وايت كلاود)
جبال الغيمة البيضاء هي جزء من جبال روكي في غرب الولايات المتحدة ، وتقع في وسط ولاية أيداهو ، جنوب شرق ستانلي في مقاطعة كستر . يقع النطاق داخل منطقة الترفيه الوطنية وجزئيًا داخل منطقة سيسل د. أندراس جبال السحابة البيضاء البرية .
تقع جبال الغيمة البيضاء على أرض الغابة الوطنية، وبها العديد من الطرق في المنطقة. يُسمح بالتخييم في أي مكان على أرض الغابات الوطنية ولا توجد رسوم للدخول إلى المنطقة. المدخل الرئيسي إلى المنطقة عبر طريق الولاية السريع 75 ، طريق نهر سالمون الجانبي، الذي يرافق نهر سالمون الرئيسي الذي يمتدعلى طول المحيط الغربي والشمالي لسلسلة الجبال.
أعلى قمة في جبال الغيمة البيضاء، ومنطقة الترفيه الوطنية، هي قمة كاسل على ارتفاع 11,815 قدم (3,601 م) . جبال سوتووث تقع على بعد حوالي 20 ميل (32 كـم) غرب جبال الغيوم البيضاء، على الجانب الغربي من النهر والطريق السريع، وجبال بولدر تقع مباشرة جنوب الغيوم البيضاء.

## القمم

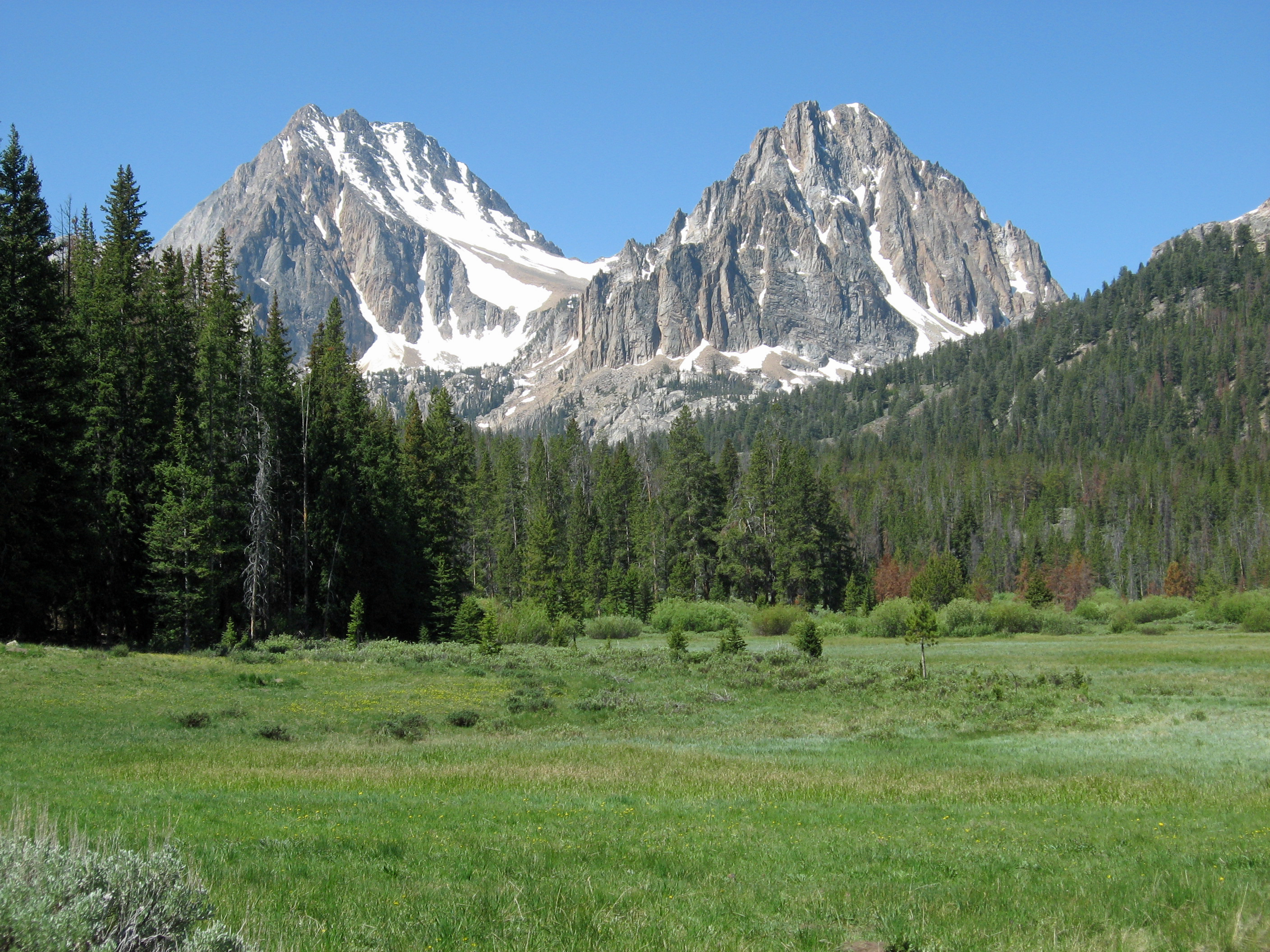
قمتي كاسل ومريام

## البحيرات
انظر قائمة بحيرات جبال الغيمة البيضاء

## فكرة التنقيب في الجبل
في عام 1970 ، تم تقديم اقتراح أن تكون جبال الغيمة البيضاء موقعًا لمنجم مفتوح. أصبح الاقتراح قضية رئيسية في انتخابات ولاية أيداهو عام 1970 . فضل الحاكم الجمهوري الحالي دون سامويلسون المنجم، لأنه سيحقق دخلا يقدر بـ 4 ملايين دولار من العائدات للدولة. ومع ذلك، عارض خصمه الديمقراطي، سيسيل أندروس ، المنجم لأسباب تتعلق بالحفاظ على البيئة. كان موقفه مدعومًا من العديد من سكان المناطق الحضرية في الولاية، الذين اعتادوا على الاستمتاع بعطلاتهم في الجبال.
فاز أندروس في الانتخابات بأكثر من أربع نقاط، وقداتضح أن موقف أندروس نحو موضوع المنجم كان عاملاً مساهماً في انتصاره، ولا سيما انتصاراته في المناطق الحضرية ذات الميول الجمهورية.

## الصور

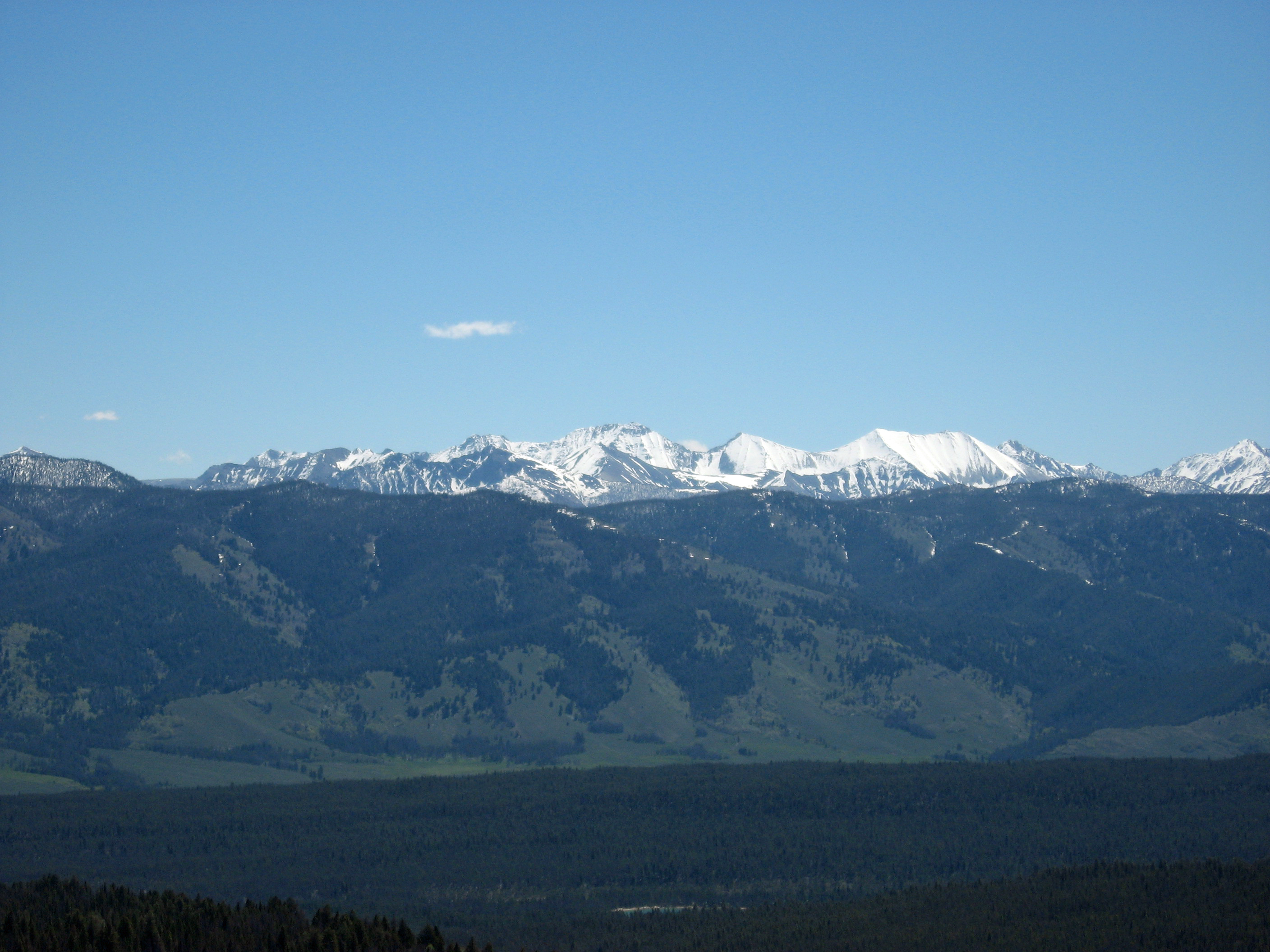
جبال الغيمة البيضاء من فوق جبال سوتوث
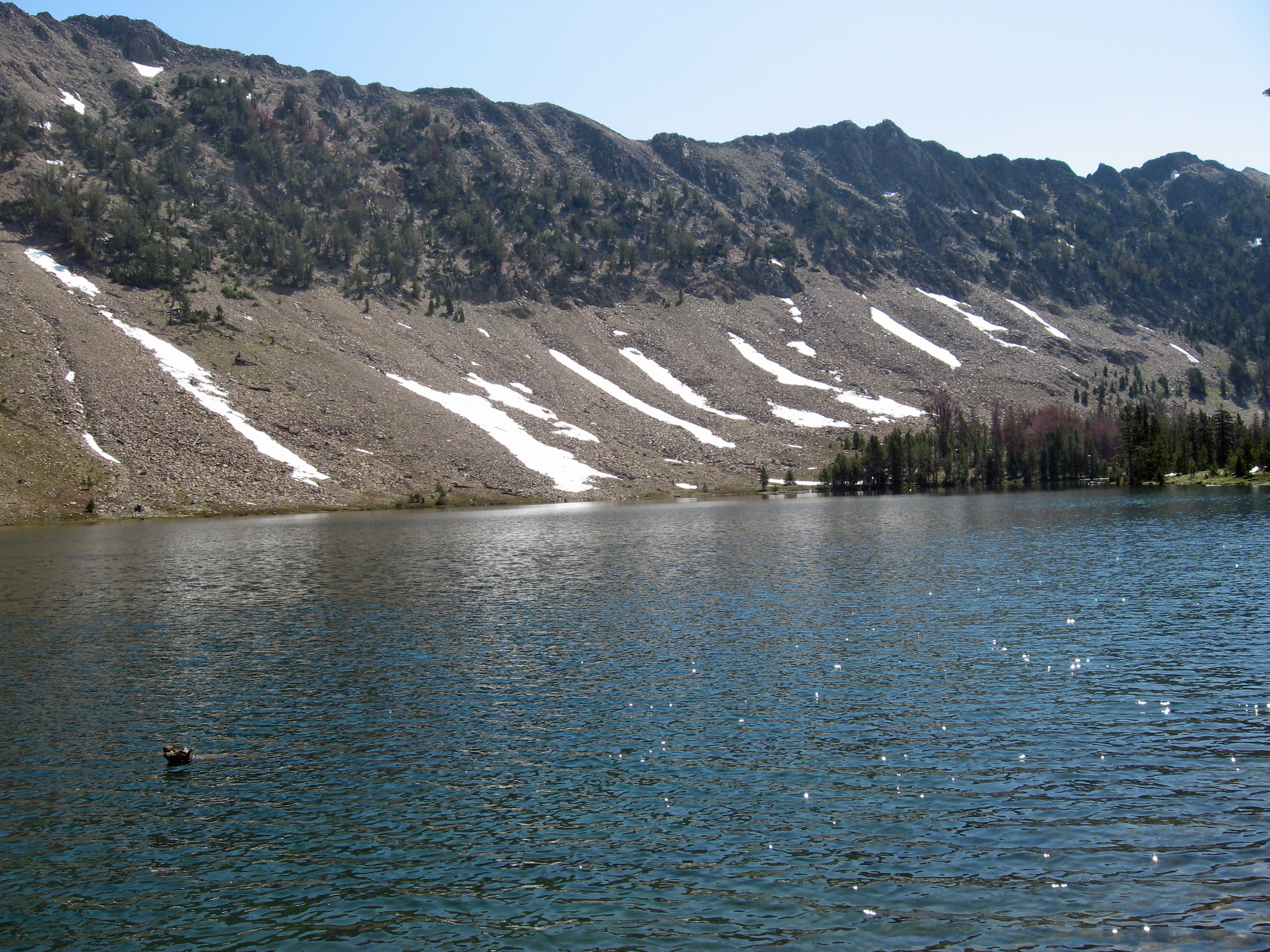
بحيرة واشنطن عند جبال الغيمة البيضاء
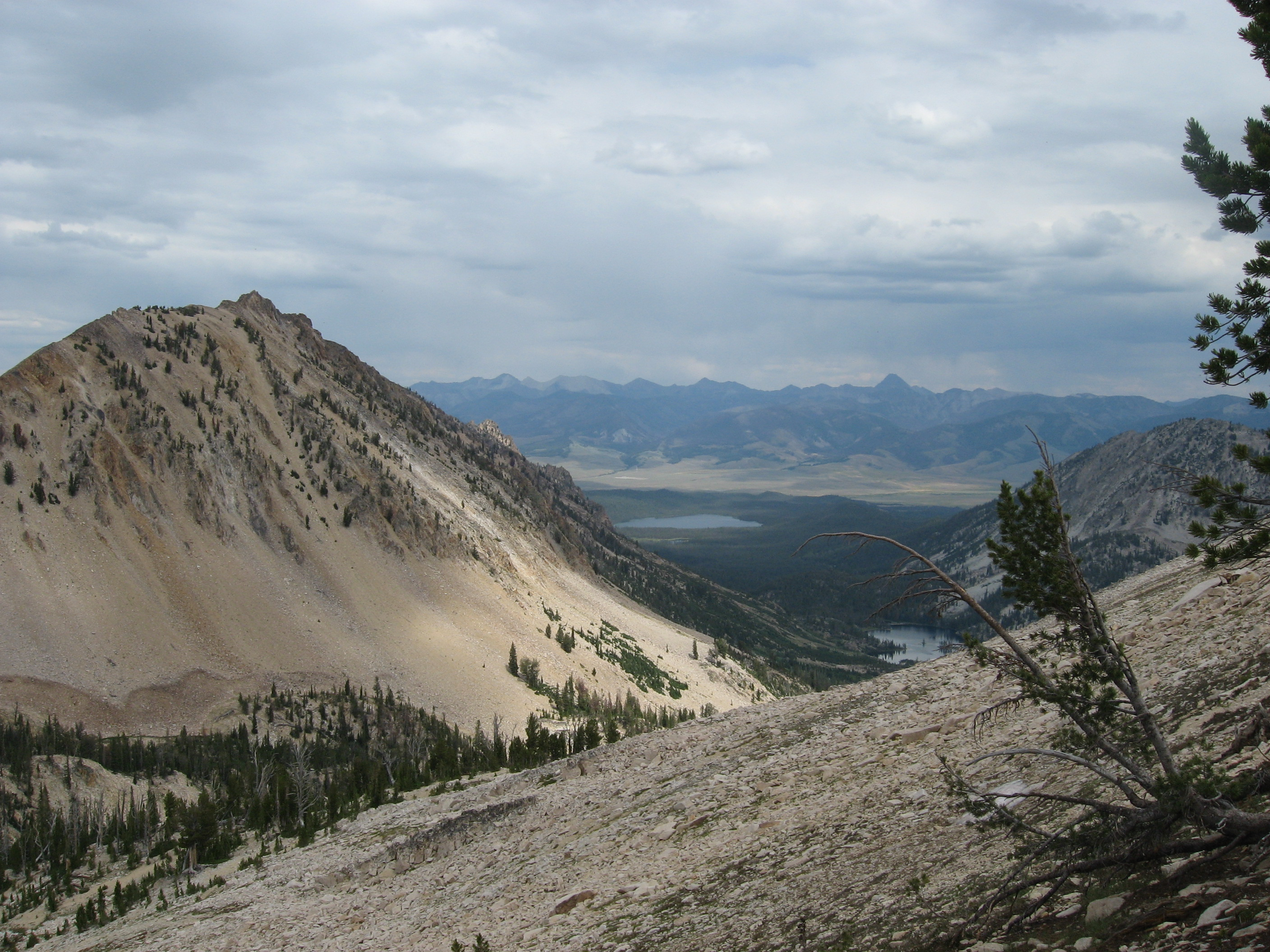
جبال السحابة البيضاء في المسافة عبر وادي ساوتوث
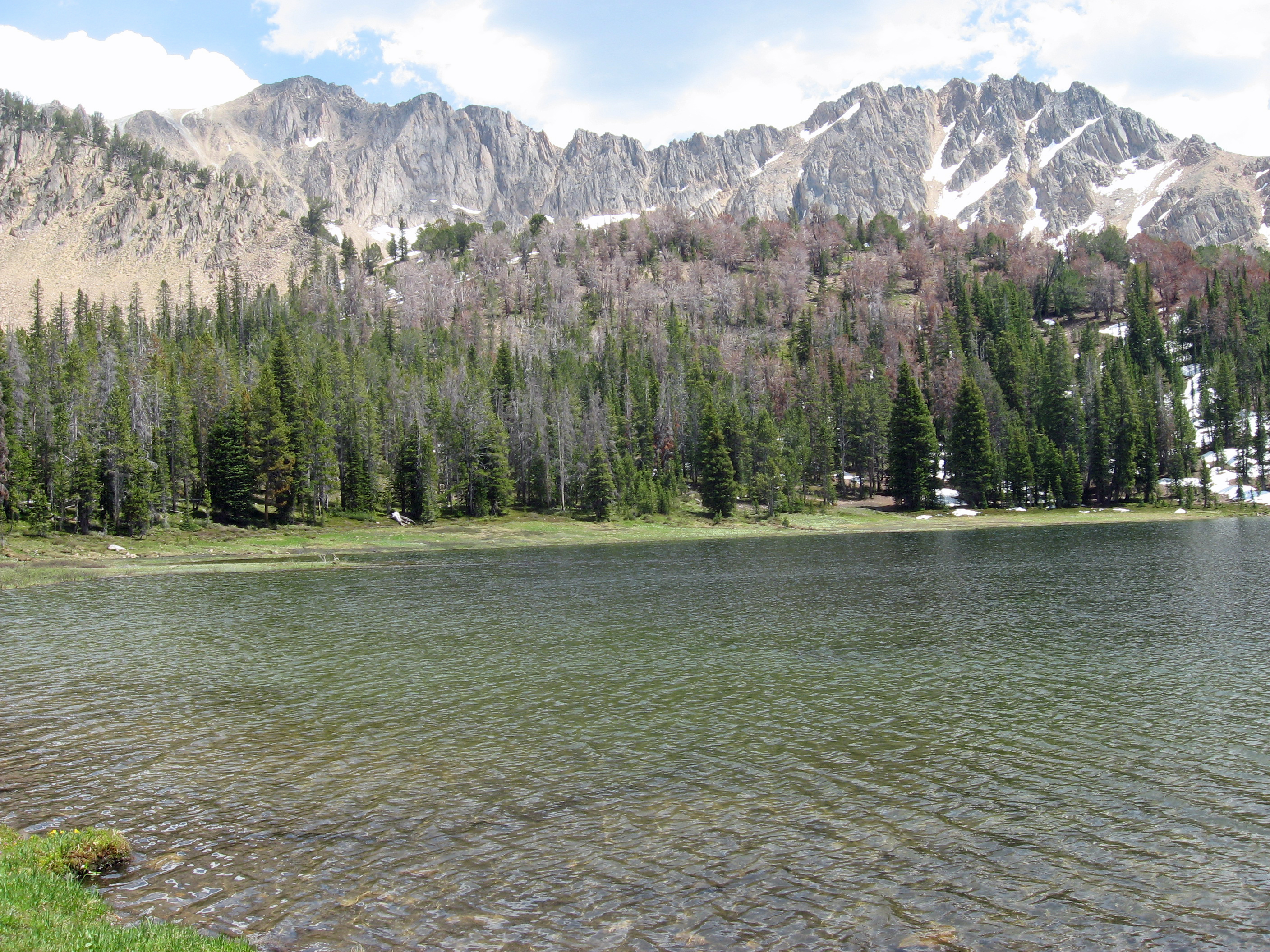
بحيرة الرابع من يوليو عند جبال الغيمة البيضاء
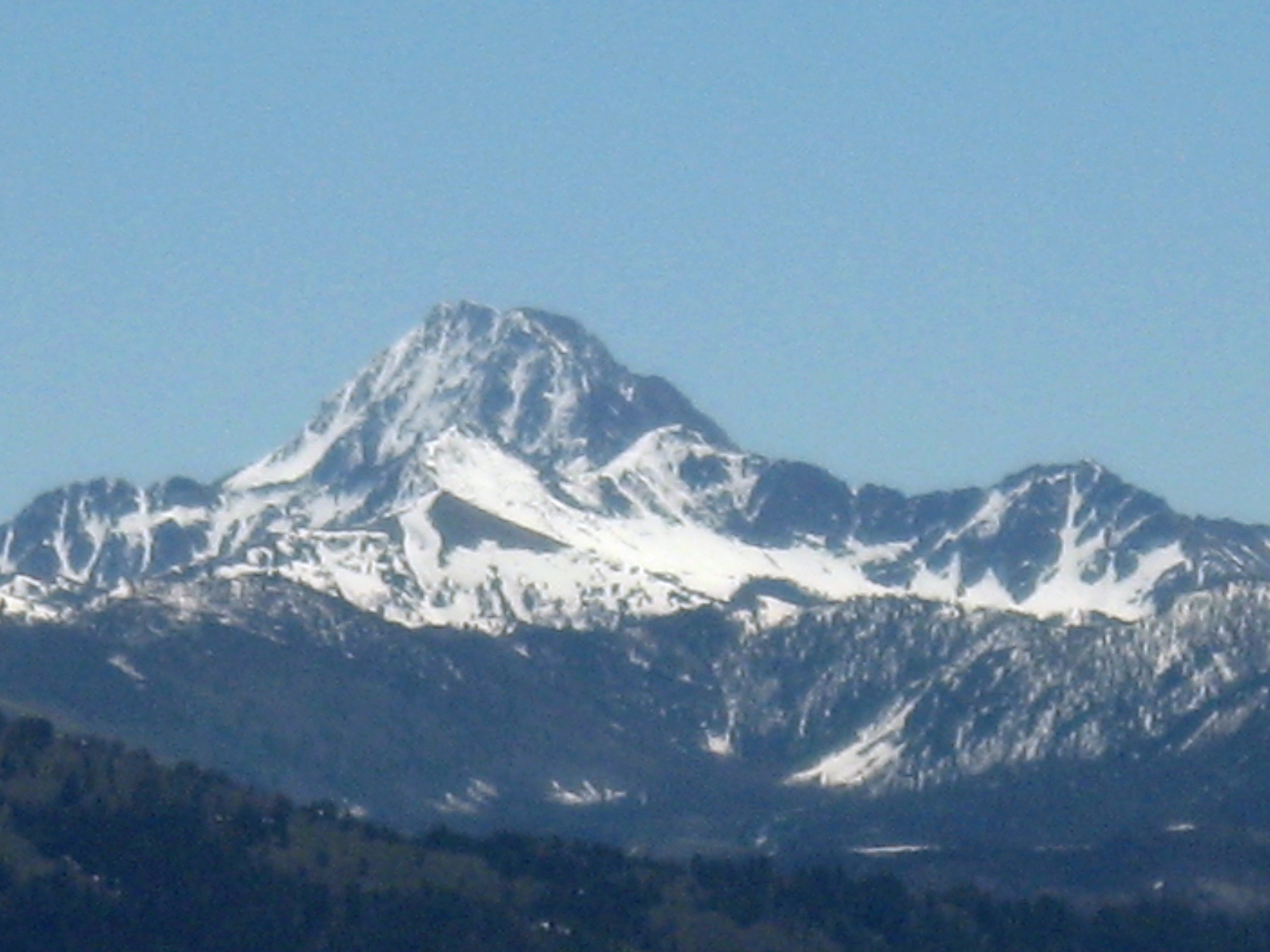
قمة كاسل
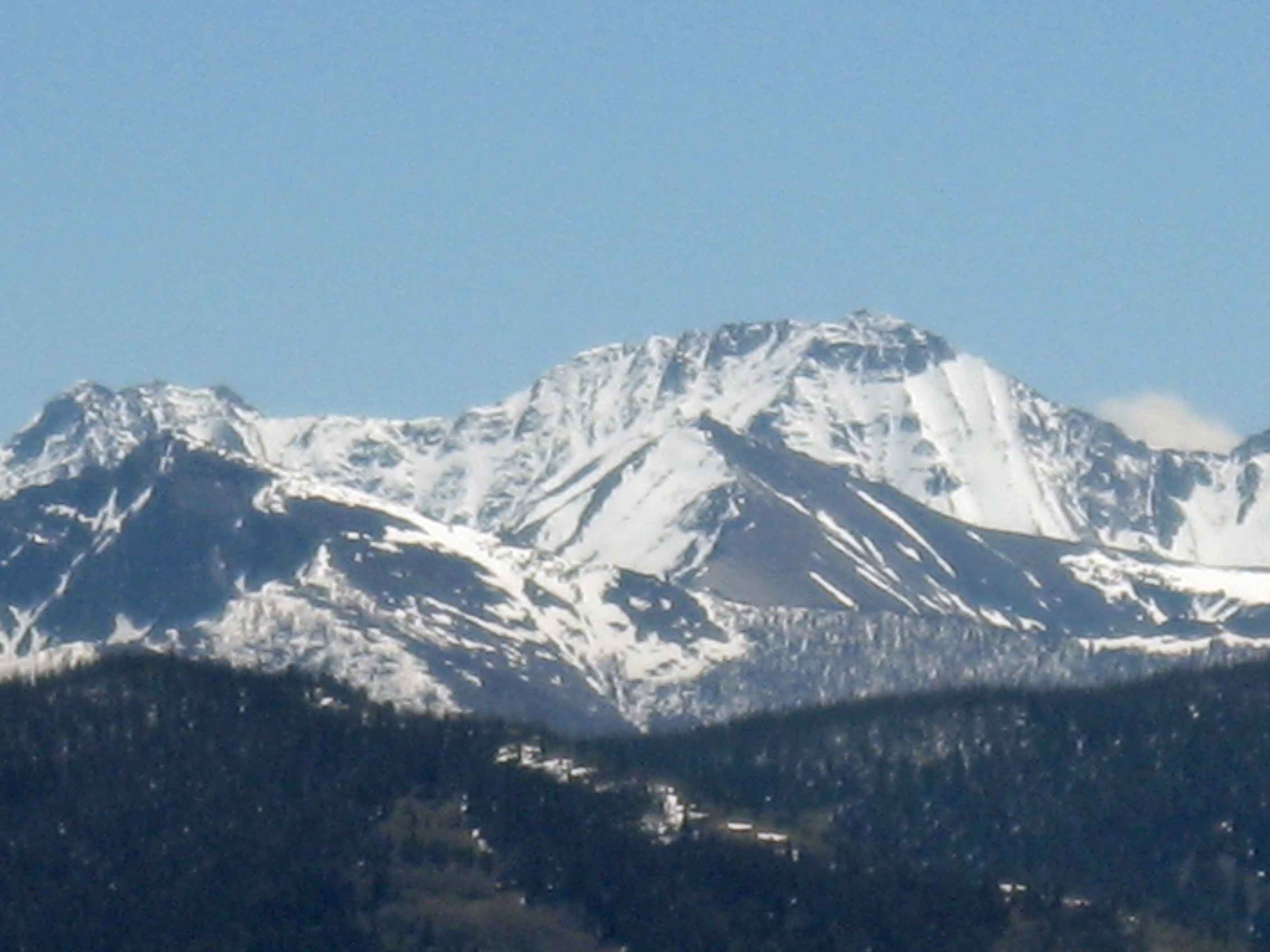
جبال الغيمة البيضاء
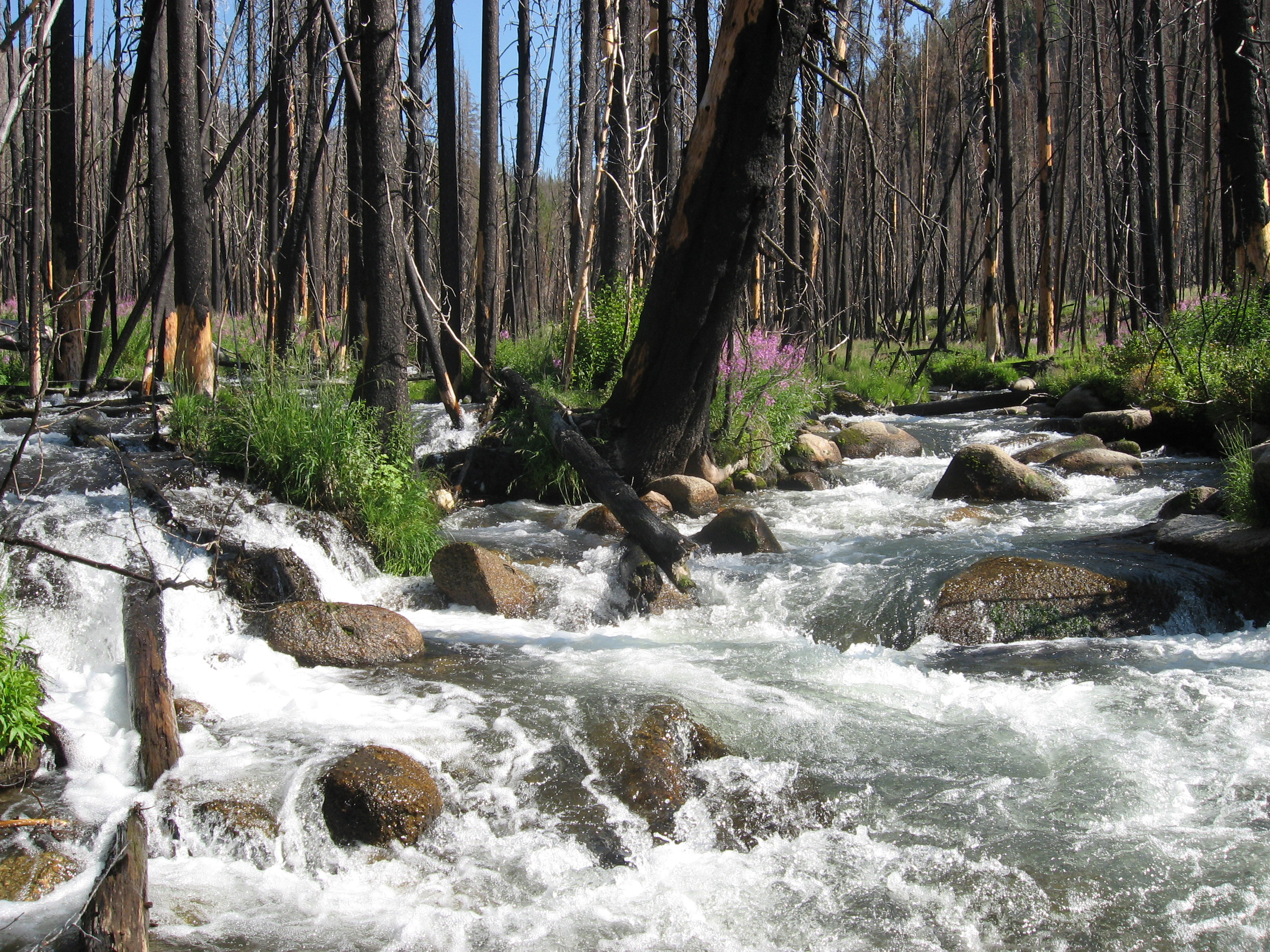
خور الربيع الدافئ في جبال الغيمة البيضاء
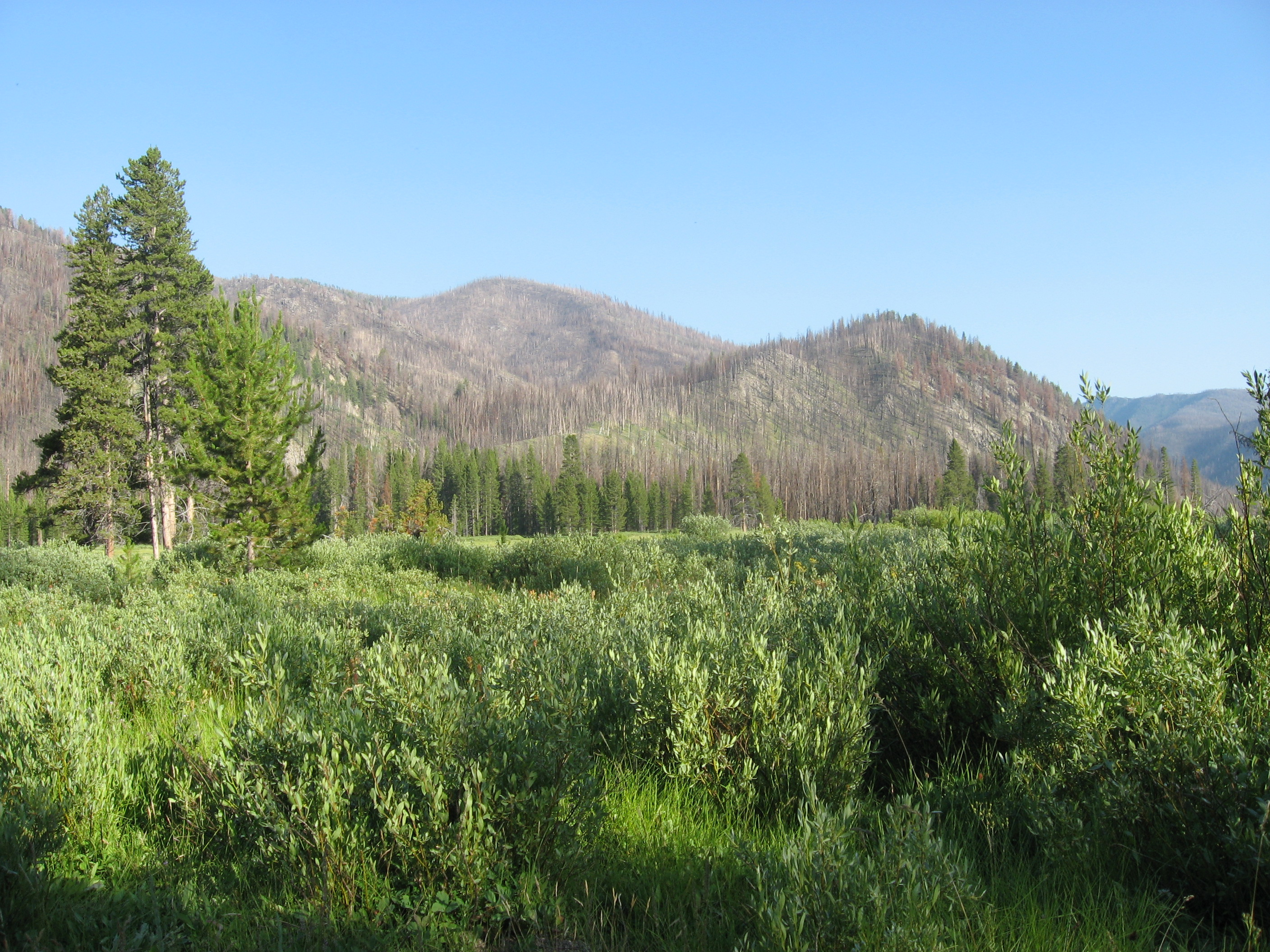
مرج الينابيع الدافئة في جبال الغيمة البيضاء
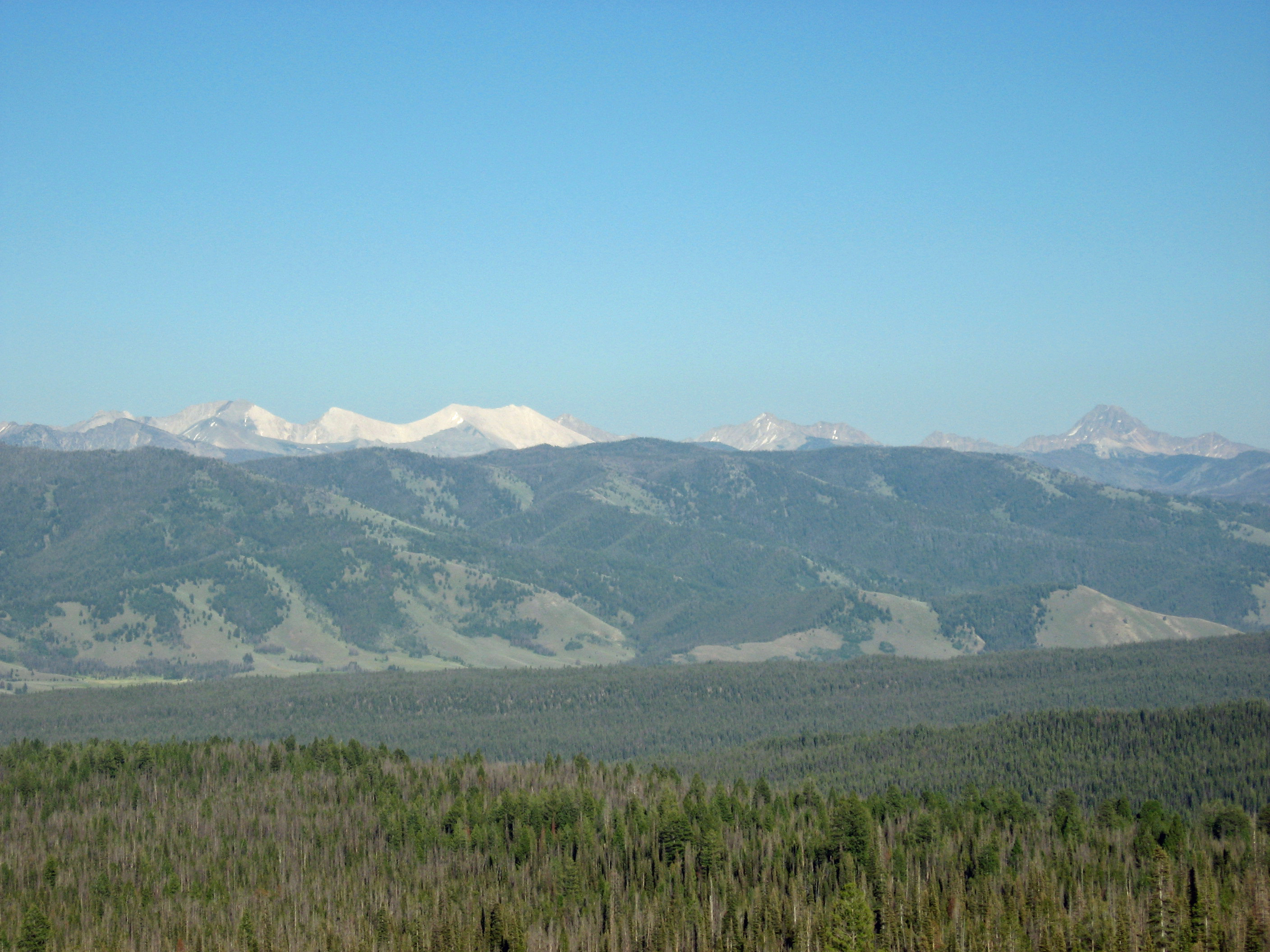
جبال الغيمة البيضاء
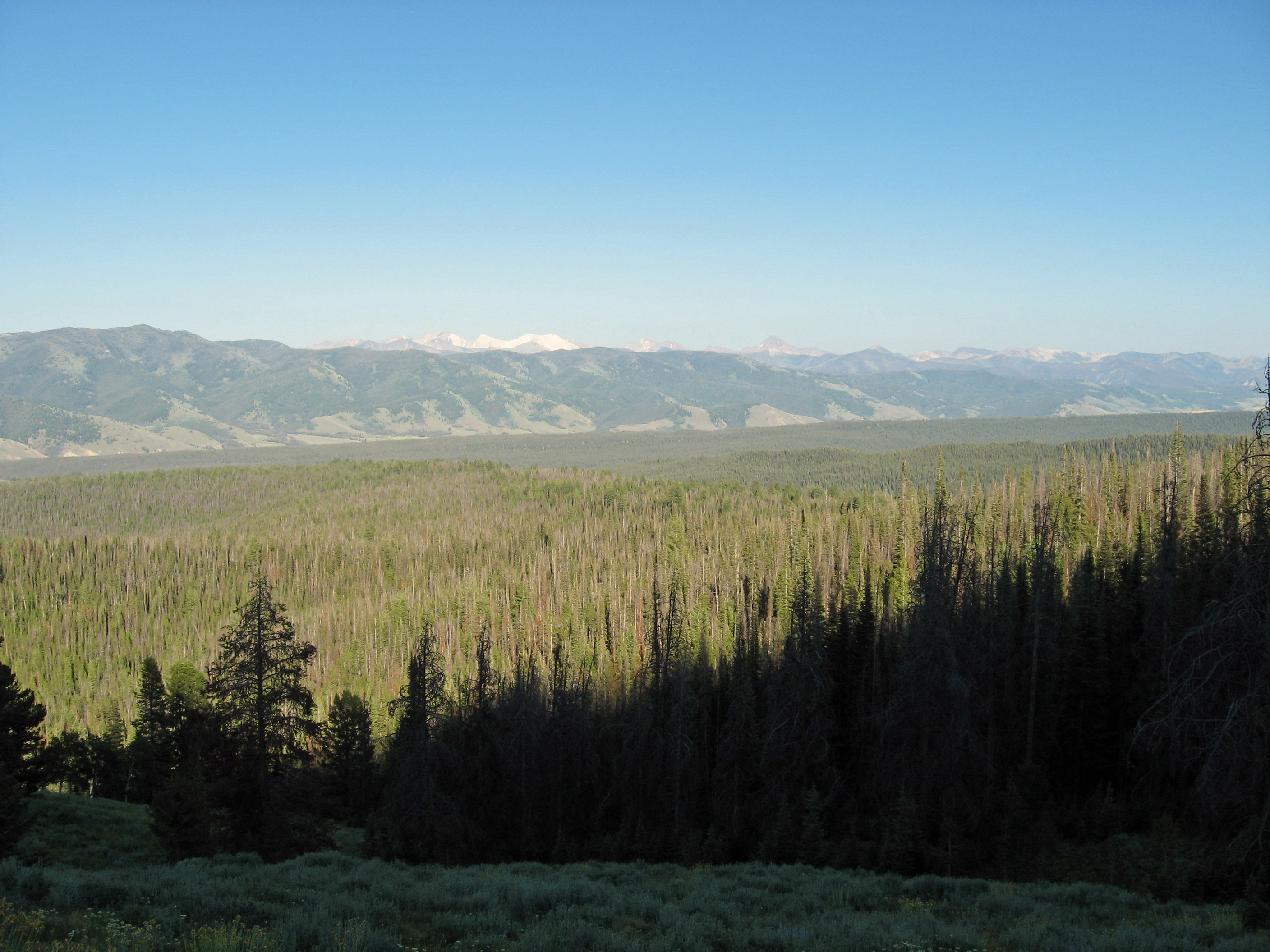
جبال الغيمة البيضاء عبر وادي ساوتوث
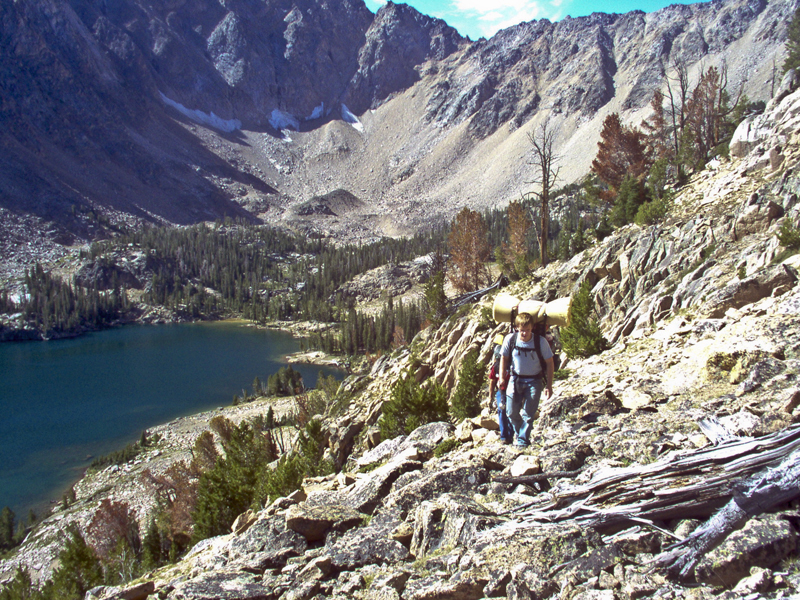
متنزهون يغادرون البحيرة الهادئة ، التي تقع في قاعدة قمة كاسل و قمة ميريام.
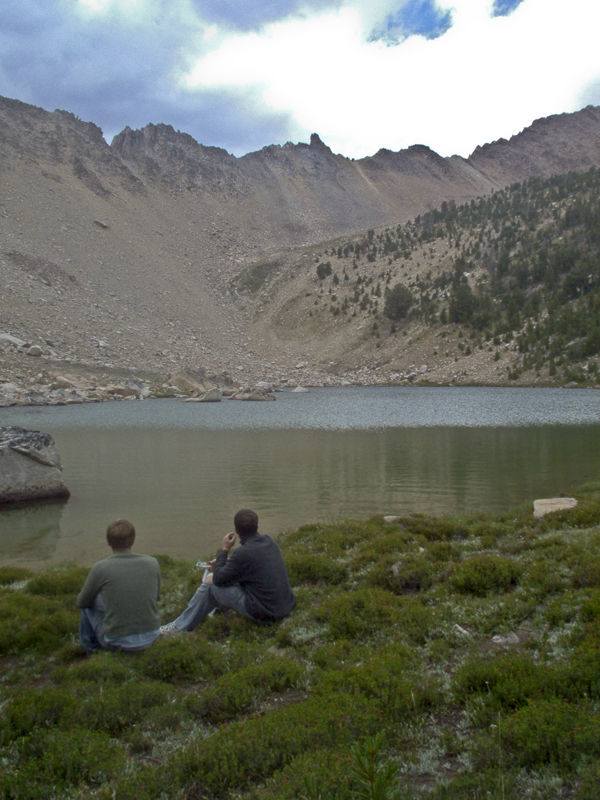
المتنزهون يتناولون طعام الغداء في بحيرة شاللو مع منظر سلم ديفل في الأفق.

## روابط خارجية
- بيك باجر.كوم - جبال الغيمة البيضاء
- قم بزيارة ايداهو.اورج- الموقع الرسمي للسياحة الحكومية
- إيداهو سامتس.كوم - قمة كاسل - 11.815   قدم